# 外池徹
外池 徹（とのいけ とおる、1950年5月25日 - ）は、日本の実業家。アフラック元日本代表者・社長。

## 人物
大阪府出身。宝塚市立宝塚第一小学校、灘中学校・高等学校を経て、1973年一橋大学経済学部を卒業し、第一勧業銀行（現みずほ銀行）に入行。1980年カリフォルニア大学バークレー校経営大学院修了（MBA）。
2004年みずほコーポレート銀行常務執行役員、2005年第一勧業アセットマネジメント社長。同年、胃癌により夫人を亡くす。
2007年アメリカンファミリー生命保険副社長、 2007年同日本における代表者・社長就任（第8代）、2015年同副会長、2017年同相談役。生命保険協会元理事、日本経済団体連合会元理事。
2008年に西川一誠福井県知事と協定を締結、2009年には嘉田由紀子滋賀県知事と協定を締結し、福井県や滋賀県でのがん検診の普及に向けた運動を進める。2009年佐賀県名誉がん予防推進員。また秋田県、鳥取県とも協定を締結。